# Carnaval d'Arlequí
El Carnaval d'Arlequí és una pintura de Joan Miró realitzada entre 1924 i 1925. Aquest és un dels quadres principals de l'època surrealista de l'artista. Actualment es troba a la col·lecció d'Allbright-Knox Art Gallery a Buffalo, (Estats Units).

## Context
Carnaval d'Arlequí (1925) és l'obra més interessant d'aquest període i va aconseguir un gran èxit a l'exposició col·lectiva de la Peinture surréaliste de la Galeria Pierre (París) del 14 al 26 novembre de 1925 on va estar exposada al costat d'obres de Giorgio de Chirico, Paul Klee, Man Ray, Pablo Picasso i Max Ernst. Aquesta obra és considerada com l'inici de la plenitud de l'etapa surrealista de Joan Miró, la primera que es podia qualificar de plenament surrealista. Realitzada entre els anys 1924 i 1925, la va executar en una època en què l'artista passava per moments difícils i de gran penúria, també alimentària.
Segons va explicar el mateix artista:
| «                                                                                  | Vaig intentar plasmar les al·lucinacions que em produïa la fam que passava. No és que pintés el que veia en somnis, com deien aleshores Breton i els seus, sinó que la fam em provocava una manera de trànsit semblant al que experimentaven els orientals. | » |
| — Joan Miró, Je rêve d'un gran atelier, XXéme siècle, I nº 2, París, maig de 1938. | |   |

L'any 1927 va realitzar per primera vegada una il·lustració per al llibre Gertrudis, de J.V. Foix. Es va traslladar a viure a un altre estudi més gran del carrer Tourlaque, on es va trobar amb vells amics com Max Ernst i Paul Éluard, i va conèixer Pierre Bonnard, René Magritte i Jean Arp. Va experimentar amb ells -Yves Tanguy, Man Ray i Max Morise- el joc del cadàver exquisit. El 1928 va viatjar a Bèlgica i Països Baixos, on va visitar els museus més importants del país. Els pintors holandesos, Vermeer i els mestres del segle xvii, van causar un gran impacte en l'artista, que va comprar postals acolorides d'aquestes pintures i, al seu retorn a París, es va dedicar a la creació d'una sèrie coneguda com a Interiors holandesos. Va realitzar nombrosos dibuixos per a la consecució de la primera pintura Interior holandès I, inspirada en El llaütista de Hendrick Martensz Sorgh. A Interior holandès II i Interior holandès III, va prendre com a referent al pintor Jan Havicksz Steen. En aquesta sèrie Miró va transformar la pintura dels seus somnis surrealistes, amb un espai buit en el qual imperava el grafisme, a la recuperació de la composició en perspectiva i les formes analitzades.
El 1938, Miró va compondre un petit text poètic sobre aquest quadre: 
| « | A la troca de fil desfeta pels gats vestits d'arlequins cargolant-se i apunyalant les meves entranyes… | » |

## Composició
Si el treball està clarament inspirat al surrealisme, la influència d'aquest moviment s'inscriu més als temes tractats que a la tècnica utilitzada. L'aparent espontaneïtat de la creació és precedida per esbossos i una projecció de la seva estructura. D'una banda, la figura i els objectes no estan relacionats i aparentment són deguts a la casualitat i la inspiració espontània de l'artista. Tanmateix, els esbossos i dibuixos mostren que aquest aparent atzar és el resultat d'una composició precisa que parteix dels principis surrealistes. A més a més, una anàlisi detallada de l'obra mostra una quadrícula diagonal pintada de vermell que indica una composició a priori en la tela.
| «           | A la tela hi apareixen elements que es repetiran després en altres obres: L'escala, que és la de la fugida i l'evasió, però també de l'elevació; els animals, i sobretot els insectes, que sempre m'han interessat molt; l'esfera obscura que hi apareix a la dreta és una representació del globus terraqüi, perquè aleshores ja m'obsessionava una idea: Haig de conquerir el món! També el gat, que el tenia sempre al meu costat mentre pintava; el triange negre que apareix a la finestra representa la Torre Eiffel | » |
| — Joan Miró | |   |

## Descripció
Els personatges principals de la composició pictòrica són un autòmat que toca la guitarra junt amb un arlequí amb grans bigotis. S'aprecien també tot un món de detalls dominats per la imaginació que s'escampen per tota la pintura com, un ocell amb ales blaves sortint d'un ou, un parell de gats jugant amb un cabdell de llana, peixos volant, un insecte que surt d'un dau, una escala amb una gran orella i, a la part superior dreta, es veu a través d'una finestra una forma cònica amb la qual va voler representar la torre Eiffel.
Nombrosos éssers i objectes es juxtaposen a l'aparent desordre d'una habitació amb una petita finestra: peixos, gats, insectes, guitarra, cabdell de llana, la torre Eiffel, etc. La presència d'uns certs objectes, com per exemple l'escala estan dotats segons va explicar el mateix Miró d'una relació simbòlica. En tot aquest moviment existeix un ritme que unifica les formes i colors a tot el conjunt de la pintura.
L'essència d'aquesta explicació, és que aquests objectes simbòlics es mesclen amb altres objectes a l'habitació sense que això afecti l'expressió artística. Els surrealistes creien que aquesta expressió artística era una altra manera de percebre i reaccionar davant el medi ambient, la realitat és el resultat del subconscient que ells expressaven mitjançant les seves obres i interpretacions que poden semblar aparentment irracionals. Aquest món inconscient i imaginatiu va ser un mitjà pictòric per aconseguir expressar en la forma del quadre la seva experiència vital i la seva memòria.